# Lycomorphodes
Lycomorphodes is een geslacht van vlinders van de familie spinneruilen (Erebidae), uit de onderfamilie Arctiinae.

## Soorten
- L. angustatat Gibeaux, 1983
- L. aracia Jones, 1914
- L. aurobrunnea Gibeaux, 1983
- L. bicolor Rothschild, 1913
- L. bipartita Walker, 1866
- L. calopteridion de Joannis, 1904
- L. circinata Dognin, 1911
- L. coccipyga Dognin, 1909
- L. correbioides Schaus, 1911
- L. dichroa Dognin, 1912
- L. epatra Schaus, 1905
- L. flavipars Hampson, 1909
- L. genificans Dyar, 1914
- L. granvillei Gibeaux, 1983
- L. griseovariegata Gibeaux, 1983
- L. hemicrocea Dognin, 1909
- L. heringi Reich, 1933
- L. sordida Butler, 1877
- L. splendida Draudt, 1918
- L. strigosa Butler, 1877
- L. suspecta Felder, 1875
- L. tortricina Rothschild, 1913